# ロジャー・L・ジャクソン
ロジャー・L・ジャクソン（Roger L. Jackson、1958年7月13日 - ）は、アメリカ合衆国の声優。ジョージア州アトランタ出身。代表作は『パワーパフガールズ』のモジョ・ジョジョ。

## 出演作品

### テレビアニメ
1998年
- パワーパフガールズ (モジョ)

2014年
- The Powerpuff Girls： Dance Pantsed（2014年）(モジョ)

### 劇場アニメ
- パワーパフガールズ・ムービー（モジョ)

### 映画
- 『スクリーム』フランチャイズ (殺人鬼の声)

### ビデオゲーム
- カートゥーンネットワークレーシング - モジョ
- ウォーキング・デッド（シーズン1） - チャック